# Jana Candrová
Jana Candrová (* 9. Oktober 1975 in České Budějovice) ist eine ehemalige tschechische Triathletin und Marathonläuferin.

## Werdegang
In Immenstadt wurde Jana Candrová im August 2010 mit dem Sieg in ihrer Altersklasse ITU-Langdistanz-Weltmeisterin der Amateure.
Im Juli 2012 wurde sie beim Challenge Roth Vize-Europameisterin auf der Triathlon-Langdistanz in der Altersgruppe 35–39. 2014 pausierte Candrová für ein Jahr.
Bei der Staatsmeisterschaft auf der Triathlon-Langdistanz belegte sie 2017 den vierten Rang. 2019 wurde sie Dritte bei der Nationalen Meisterschaft auf der Triathlon-Mitteldistanz und seit 2019 tritt Jana Candrová nicht mehr international in Erscheinung.
Jana Candrová arbeitet als Physiotherapeutin und sie lebt mit zwei Kindern in Borovany.

## Sportliche Erfolge
| Datum/Jahr    | Rang | Wettkampf                                               | Austragungsort | Zeit       | Bemerkung |
| ------------- | ---- | ------------------------------------------------------- | -------------- | ---------- | --- |
| 14. Sep. 2019 | 3    | CZE Middle Distance Triathlon National Championships    | Příbram        | 03:35:33   | |
| 24. Juni 2017 | 4    | CZE Long Distance Triathlon National Championships      | Otrokovice     | 10:43:34   | |
| 24. Juli 2016 | 14   | Ironman Switzerland                                     | Zürich         | 10:25:34   | |
| 11. Mai 2013  | 1    | Linz-Triathlon                                          | Linz           | 04:52:49   | [ 2 ] |
| 8. Juli 2012  | 2    | ETU Long Distance Triathlon European Championship 35–39 | Roth           | 10:17:40   | Vize-Europameisterin auf der Triathlon-Langdistanz in der Altersgruppe 35–39 beim Challenge Roth                                                                                |
| 2. Okt. 2011  | 11   | Challenge Barcelona-Maresme                             | Barcelona      | 10:13:46   | |
| 21. Aug. 2011 | 3    | Challenge Vichy                                         | Vichy          | 10:12:13   | |
| 10. Juli 2011 | 6    | Ironman Switzerland                                     | Zürich         | 10:09:15   | |
| 5. Juni 2011  | 9    | Challenge Kraichgau                                     | Kraichgau      | 04:44:28   | |
| 22. Mai 2011  | 10   | Ironman 70.3 Austria                                    | St. Pölten     | 04:53:40   | auf der Halbdistanz |
| 3. Okt. 2010  | 5    | Challenge Barcelona-Maresme                             | Barcelona      | 10:04:10   | |
| 28. Aug. 2010 | 1    | Austria-Triathlon                                       | Podersdorf     | 09:36:10   | 3,8 km Schwimmen, 180 km Radfahren und 42,2 km Laufen |
| 1. Aug. 2010  | 1    | ITU Long Distance Triathlon World Championship 35–39    | Immenstadt     | 07:37:01   | als beste Altersklassenathletin Sieg in der AK35–39 (4 km Schwimmen, 130 km Radfahren und 30 km Laufen) bei der Triathlon-Weltmeisterschaft auf der Langdistanz (4. Gesamtrang) |
| 8. Aug. 2009  | 11   | ETU Long Distance Triathlon European Championships      | Prag           | 07:00:54   | Triathlon-Europameisterschaft auf der Langdistanz |
| 26. Juli 2009 | 10   | Ironman USA                                             | Lake Placid    | 10:32:25   | [ 7 ] |
| 21. Okt. 2006 | 88   | Ironman Hawaii                                          | Hawaii         | 10:48:00   | [ 8 ] |
| 2. Juli 2006  | 12   | Ironman Switzerland                                     | Zürich         | 10:14:34,5 | Zweite in der AK30–34 und damit qualifiziert für einen Startplatz beim Ironman Hawaii                                                                                           |

(DNF – Did not finish)